# José Vasconcellos
José Thomaz da Cunha Vasconcellos Neto (Rio Branco, 20 de março de 1926 — São Paulo, 11 de outubro de 2011) foi um humorista, ator, diretor, produtor, dublador, radialista e compositor brasileiro, considerado pelos seus colegas de profissão como o pioneiro brasileiro masculino no gênero humorístico atualmente chamado de comédia stand up. Zé Vasconcelos foi o primeiro Palhaço Bozo do Brasil, ele em 1954 fez a versão brasileira do americano palhaço Bozo e gravou em língua portuguesa o até então desconhecido personagem.

## Trajetória
Estreou profissionalmente no rádio, no programa Papel Carbono de Renato Murce (1941), onde se tornou célebre por fazer imitações das vozes de outros locutores e artistas em geral, como as imitações de Ari Barroso, Theófilo de Vasconcelos, Lauro Borges, Castro Barbosa, Luiz Lopes Correa (mais tarde conhecido como locutor de notícias internacionais do Aqui Agora), Luiz Jatobá, entre outros.
Estreou no cinema em Este Mundo É um Pandeiro (1947). Produziu e atuou no primeiro programa humorístico da televisão brasileira, A Toca do Zé, exibido pela TV Tupi de São Paulo em 1952.
Em 1960, gravou um disco pela Odeon, Eu Sou o Espetáculo, baseado no show de mesmo nome que apresentou por muitos anos em teatros de todo Brasil. Provavelmente foi o primeiro humorista a vender mais de 100 mil cópias de um LP do gênero. O disco tinha duração de 55 minutos, sendo o mais longo LP de humor já feito no país. Seu sucesso abriu caminho para que outras gravadoras investissem no segmento, mas o próprio Vasconcelos não conseguiu repetir o êxito de sua primeira gravação.

Em 1961, José Vasconcellos investiu no teatro de revista, que ainda fazia muito sucesso então. A peça, no título, divertia-se às custas de um dos famosos costumes de Jânio Quadros de anunciar decisões e medidas através de bilhetes. JV no País dos Bilhetinhos era esse espetáculo, que além do próprio humorista, teve também Walter d'Ávila, Otelo Zeloni e Maria Fernanda. José e Otelo eram autores da peça, além da direção geral do humorista. A coreografia foi comandada por Gilberto Brea, também bailarino principal do espetáculo. A peça foi divulgada pela imprensa que, elogiosamente, a definiu como "A Revista dos Milhões - O espetáculo máximo de 1961".

José Vasconcelos. Arquivo Nacional.

No mesmo ano, com o sucesso do "país dos bilhetinhos", José Vasconcelos repetiu a parceria com Otelo Zeloni no elenco e no texto, Walter d'Ávila no elenco e Gilberto Brea na coreografia, e lançou a peça Defunto Zero Quilômetro, uma paródia das histórias de suspense.
Continuou trabalhando na TV, em papéis como o do gago Rui Barbosa Sa-Silva na Escolinha do Professor Raimundo, além de se apresentar em casas de espetáculos por todo o Brasil. Ele fez a voz do Bruxo em Os Trapalhões no Reino da Fantasia e Os Trapalhões no Rabo do Cometa, produzido por Renato Aragão Produções em co-realização dos Estúdios Mauricio de Sousa.
Em 1992 e 1993, atuou no júri do Programa de Vídeos com Gugu, no SBT.
Em 2009, foi lançado em DVD o documentário Ele É o Espetáculo, do cineasta Jean Carlo Szepilovski, uma homenagem ao conjunto de sua obra. Narrado pelo próprio humorista, apresentava depoimentos de Jô Soares, Chico Anysio e trecho de filmes e programas de rádio e TV em que atuou durante a carreira.
Seu último personagem no cinema foi Barbosa, no filme Bom Dia, Eternidade de 2009. Afastado da televisão devido ao mal de Alzheimer, passou seus últimos anos em sua casa na cidade de Itatiba, interior de São Paulo.

### Vasconcelândia
Em 1964, ao retornar de uma viagem a Los Angeles, José Vasconcellos teve a ideia de construir a Vasconcelândia, um parque temático numa área de um milhão de metros quadrados, no município de Guarulhos. Investiu todos os recursos que obteve ao longo da vida artística, sem obter nenhum apoio oficial. No entanto, o projeto fracassou e quase o levou à falência.

### Morte
Morreu em 11 de outubro de 2011, em decorrência de uma parada cardíaca, após ser internado no setor de geriatria do Hospital das Clínicas, em São Paulo.